# Agence pour la sécurité de la navigation aérienne en Afrique et à Madagascar
Regroupant 19 États membres, l'Agence pour la sécurité de la navigation aérienne en Afrique et à Madagascar (ASECNA) est la plus ancienne institution de coopération et d'intégration africaine et malgache. C'est un établissement public doté de la personnalité morale et jouissant de l'autonomie financière

## Histoire
L'ASECNA est créée le 12 décembre 1959 par une convention signée à Saint-Louis (Sénégal), remplacée par la convention signée à Dakar le 15 octobre 1974.
En 2004, elle supervise 10 centres de contrôle régionaux, 57 tours de contrôle, 25 aéroports internationaux et 76 nationaux et régionaux.
Après d'importantes turbulences à l'automne 2007 dues à une tentative de dissidence avortée du Sénégal et de Madagascar, l'agence retrouve sa quiétude avec l'ensemble des États membres, y compris le Sénégal, État dépositaire de la convention de Dakar, et Madagascar.
Le 10 mai 2008, le Sénégal rompt le contrat particulier qui liait le pays à l'ASECNA. À l'instar d'autres États membres, il s'est ainsi réapproprié la gestion de ses aéroports secondaires, non confiés à l'ASECNA par la convention de Dakar.

## Organisation
La convention de Dakar prévoit que l’Asecna gère des services dits communautaires (identique pour tous les pays), principalement la gestion des espaces aériens, et, si un État le souhaite, l'Agence peut également assurer la gestion des activités dites nationales (gestion commerciale de l'aéroport communautaire, et gestion technique des aéroports secondaire à l'intérieur des pays). Dans ce dernier cas, l'État est tenu de signer un contrat de délégation de gestion avec l'asecna anciennement appelé "contrat particulier".
Au titre des services communautaires, elle gère notamment un espace aérien de 16 100 000 km2 réparti en six régions d’informations de vol :
- Antananarivo ;
- Brazzaville ;
- Dakar Océanique ;
- Dakar Terrestre ;
- Niamey ;
- Ndjamena.

Dans ces régions, elle assure :
- le contrôle de la circulation aérienne ;
- le guidage des avions ;
- la transmission des messages techniques et de trafic ;
- l'information de vol, ainsi que le recueil des données ;
- la prévision et la transmission des informations météorologiques.

Elle supervise également 27 aéroports internationaux et 76 aéroports nationaux et régionaux situés sur le territoire de ses membres.

## États membres
- Bénin
- Burkina Faso
- Cameroun
- Centrafrique
- Comores
- Côte d’Ivoire
- France (la TMA de Saint-Denis-Gillot est située dans la région d'information de vol d'Antananarivo)
- Gabon
- Guinée-Bissau
- Guinée équatoriale
- Madagascar
- Mali
- Mauritanie
- Niger
- République du Congo
- Rwanda
- Sénégal
- Tchad
- Togo